# Iglesia de Nuestra Señora del Rosario y Santo Domingo
La Iglesia de Nuestra Señora del Rosario y Santo Domingo, conocida popularmente como Iglesia de los Domínicos, es una iglesia parroquial católica romana de Montevideo, ubicada en el barrio Cordón. 
Es el único edificio religioso de estilo Neomudéjar en todo el país.

## Historia
En 1936 llegaron a Montevideo desde la provincia de Santa Fe un grupo de religiosos  con la misión de crear un convento católico, el de Nuestra Señora del Rosario. El convento se instalaría en 1937 en el barrio Bella Italia y en 1938 se inauguraría su parroquia dedicada a la Santísima Trinidad. En 1949 en sus inmediaciones se construyó el Colegio Tomas de Aquino (edificio hoy utilizado por el Liceo 58. 
En 1941 el grupo de religiosos decide trasladarse hacia el barrio del Cordón donde se comenzaría a construir un nuevo templo de estilo mudéjar. El nuevo templo sería consagrado el 6 de enero de 1947 y se dedicaría a  Santo Domingo y a Nuestra Señora del Rosario.  18 de mayo de 1948 sería declarado como parroquia.  